# Byrjutjyj-øen
Byrjutjyj-øen (ukrainsk: Бирючий Острів, ukrainsk udtale: [bɪrʲʊˈtʃɪj osˈt(j)r(j)iu̯] ) er en halvø i den nordvestlige del af det Azovske hav, udvidet sydlige del af Fedotova-spidsen. Sammen med den smalle nordlige del af Fedotova-spidsen danner Byrjutjyj-øen Utljuk-Liman (en laguneagtig strandsø), der adskiller den fra havet fra øst. Indtil 1929 var den nuværende spids en ø, adskilt fra den nordlige del af Fedotova Spit af et smalt stræde.
Det tilhører Kherson oblast i Ukraine. Det har ingen direkte landforbindelse med Oblastens hovedterritorium - de er adskilt af Utljuk Lyman.
Den er 22,6 km lang og 5,7 km bred. På den nordvestlige og vestlige kyst af Spit er der flere lavvandede bugter og flodmundinger. 

## Natur
Halvøen er af alluvial type, dannet af sandet kystslette med lag af skaller. Langs kysten er der talrige søer. Langs den nordlige bred ligger adskillige små saltholdige søer og en stor sø, Olensøen.
Der er eng, kystvande og sandsteppelandskaber. Floraen omfatter omkring 700 arter af planter. I 1970'erne-80'erne var der på et areal på 232 hektar plantet læskove, bestående af smalbladet sølvblad, skærmelm, almindelig robinie, ask. Det er levested for omkring tusinde akklimatiserede kronhjorte, 2.500 dådyr, 90 onager og flere snesevis af tamheste og moufflons; akklimatiserede fugle er fasaner.

## Historie
I det første årtusinde f.Kr., var nærheden af Byrjutjyj-øen beboet af de skytere. Sandsynligvis var dette selve spyttet afbildet på nogle skytiske mønter.
Den 17. september 2003 fandt et møde sted mellem den ukrainske præsident Leonid Kutjma og Ruslands præsident Vladimir Putin. Under mødet diskuterede de spørgsmålet om havgrænsen i vandet i Azovhavet og Kerch-strædet.
Byrjutjyj samtidskunstprojekt blev lanceret på Byrjutjyj-øen i 2006. En ny projektsæson starter hvert år. Arrangementet afholdes to gange om året (i maj og september).
I 2015 blev et internationalt performativt projekt "1000-km view" lanceret. Deltagere på katamaraner tilbagelagde en distance på 1000 km fra Stryj-floden til Byrjutjyj-øen

## Navn
Navnet på halvøen - Byrjutjyj-øen er oversat som "ulveøen" ("byrjuk" - en enlig ulv).

## Seværdigheder
Der var et statsreservat på Byrjutjyj-øen, som nu er det en del af Azov-Syvash Nationalpark. Reservatet blev oprettet i 1927.
På den sydvestlige ende af halvøen ligger Byrjutjyj Fyrtårn oprindelig  bygget i 1878.